# 化生寺
化生寺（かせいじ）は岡山県真庭市勝山にある曹洞宗の寺院。本尊は十一面観音菩薩。九尾の狐・玉藻前伝説の殺生石が祀られていることで知られる。
西隣りには化生寺を鎮守する玉雲宮（たまもりぐう。玉雲大権現とも）がある。

## 歴史
明徳元年（1392年）創建。当時の領主である三浦貞宗が、源翁心昭禅師を招いて開いたのが始まりとされる。戦国時代の兵火により衰退した後、慶長3年に再建された。

## 伝承
平安時代後期に鳥羽上皇の寵愛を受けた伝説上の美女である玉藻前の正体は白面金毛九尾の古狐であり「化生（かせい）の前」とも呼ばれる。大祈祷の末に正体を現した妖狐が那須野原へ飛び去った後、玉藻前は石と化し、源翁和尚の法力によって複数に割られるが、それらが落下したのが、越後国高田（現在の新潟県上越市）、安芸国高田（現在の広島県安芸高田市）、豊後国高田（大分県豊後高田市）とともに美作国高田（勝山の旧地名）であった。

## 関連する催事
隣接する玉雲宮では、高田神社 (真庭市)・高応神社・一宮神社・鈴神社とともに勝山喧嘩だんじりもおこなわれる。